# Болет, Хорхе
Хорхе Болет (исп. Jorge Bolet; 15 ноября 1914, Гавана — 16 октября 1990, Маунтин-Вью, США) — американский пианист и дирижёр кубинского происхождения. Брат дирижёра Альберто Болета.

## Биография
Хорхе Болет окончил Кёртисовский институт музыки, где среди его учителей были, в частности, Дэвид Сапертон, Леопольд Годовский, Мориц Розенталь, Иосиф Гофман, Фриц Райнер; в 1939—1942 гг. преподавал там же. В 1937 г. выиграл Наумбурговский конкурс молодых исполнителей. С 1942 г. на армейской службе; находясь в составе американских оккупационных войск в послевоенной Японии, дирижировал японской премьерой комической оперы Артура Салливана «Микадо».
В 1950-60-е гг. Болет не пользовался особенной известностью, и лишь в середине 1970-х к нему постепенно начала приходить слава, — по мнению крупнейшего американского критика Гарольда Шонберга, это было связано с общим изменением музыкальных вкусов: пианизм Болета по преимуществу романтический, а в этот период новое поколение музыкантов сделало такую манеру исполнения вновь востребованной. Болетовские концертные исполнения и записи произведений романтического и постромантического репертуара — прежде всего, Фридерика Шопена, Роберта Шумана, Ференца Листа (в том числе, полностью «Годы странствий»), Иоганнеса Брамса, Сезара Франка, Клода Дебюсси, Сергея Рахманинова, — пользуются признанием специалистов. В 1984 г. американская телекомпания A&E показала цикл передач под названием «Болет и Рахманинов» (англ. Bolet Meets Rachmaninoff) — мастер-класс Болета, посвящённый рахманиновскому Третьему концерту для фортепиано с оркестром и завершавшийся полным исполнением концерта. В репертуаре Болета занимали также немаловажное место исключительные по своей технической сложности пьесы его учителя Леопольда Годовского (в частности, переложения этюдов Шопена и Парафраз на темы оперетты Штрауса «Летучая мышь»).